# Sac (Kochgerät)

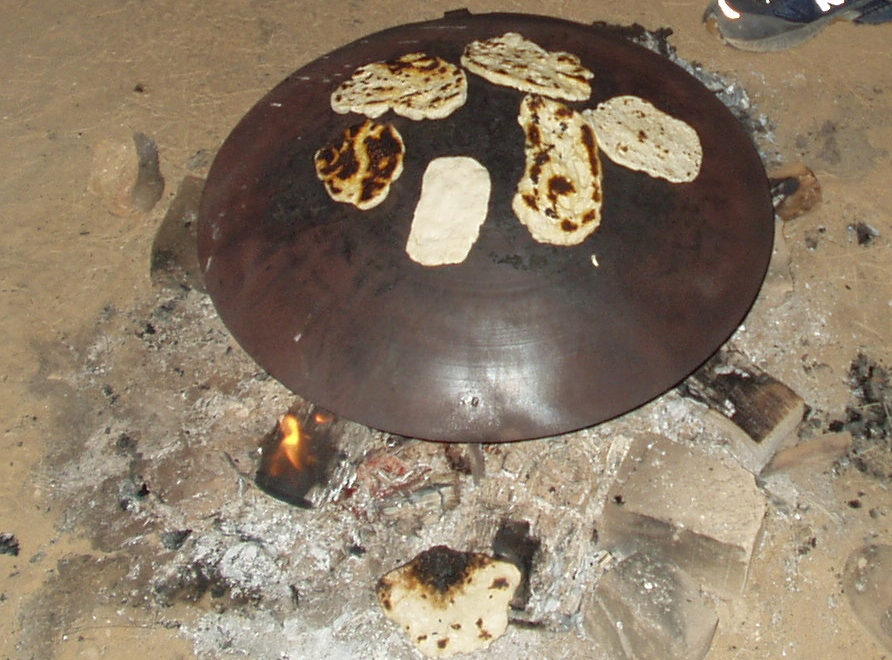
Ein traditioneller Sac über Holzfeuer

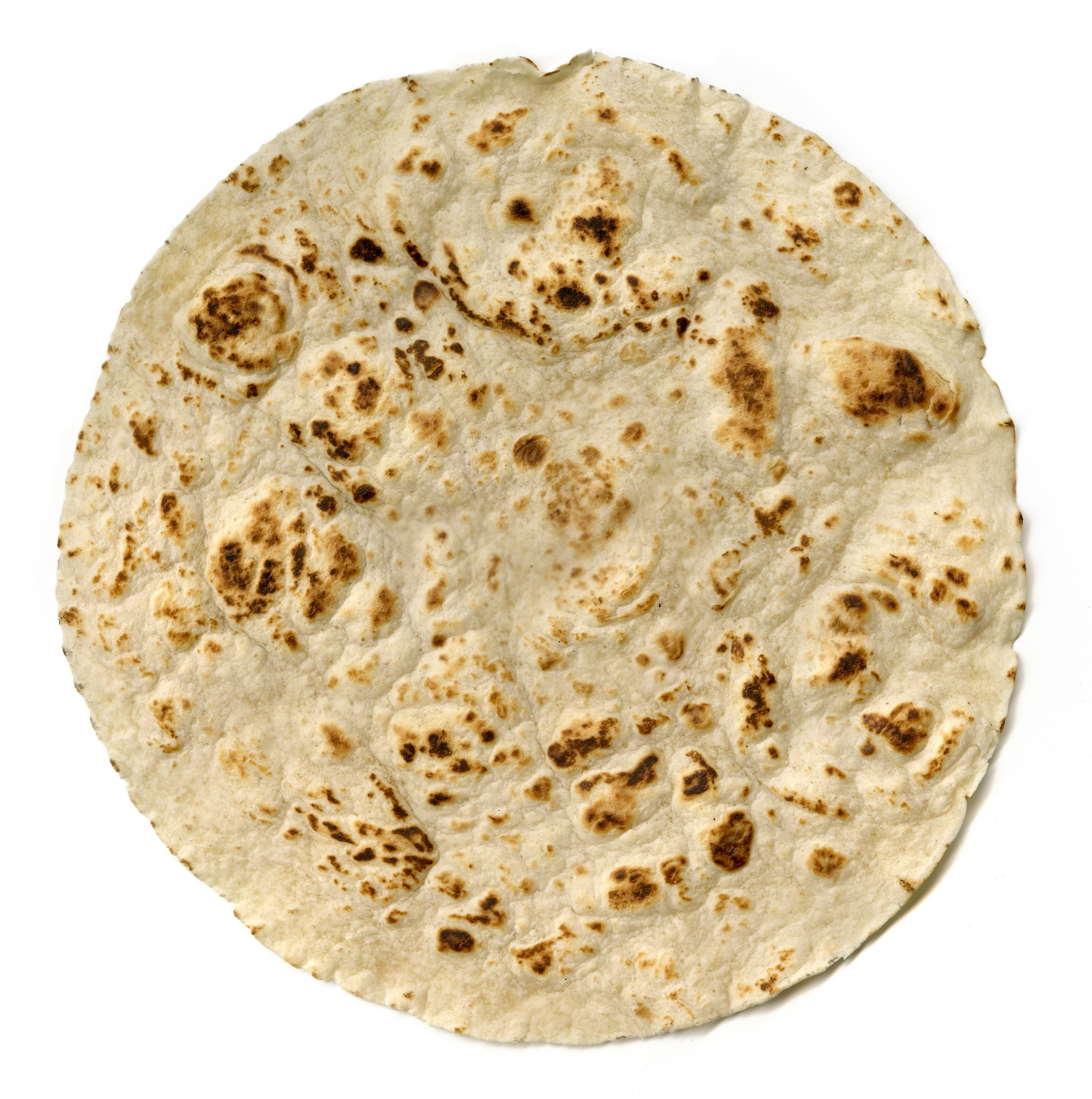
Auf dem Sac gebackenes Fladenbrot

Ein Sac [sadʒ] ist eine in der Türkei verbreitete, leicht konvex gewölbte, runde Metallplatte, die zum Backen von Fladenbrot (sac ekmeği oder yufka) und verwandten Gerichten wie Gözleme dient.
Die Platte wird über Holz- oder Kohlenglut – heute auch mit Gasflammen oder elektrisch – erhitzt. Das Fladenbrot wird dann trocken auf der heißen Oberfläche nur kurz gebacken.